# Ouragan spatial

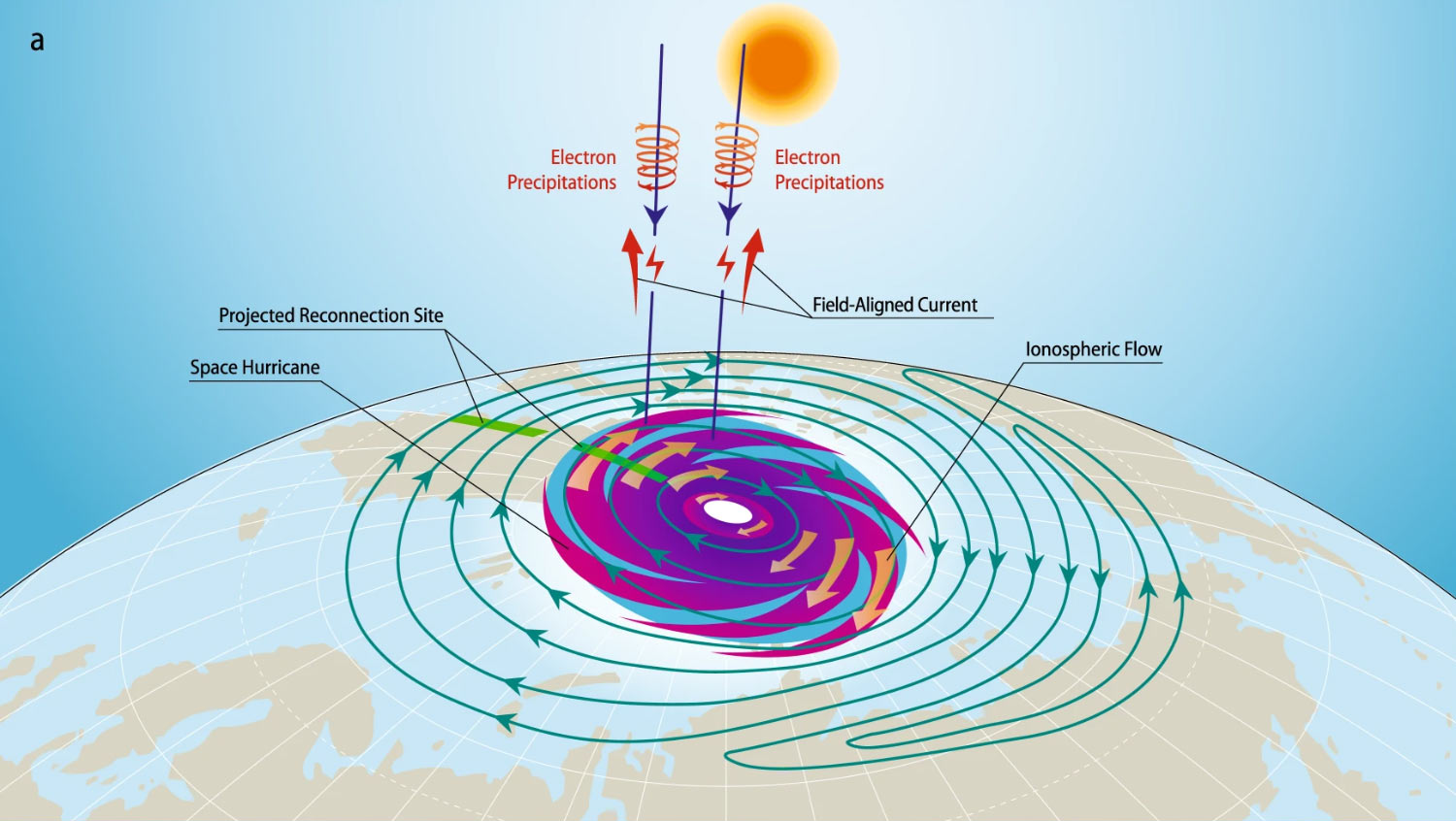
Diagramme d'un ouragan spatial dans l'Arctique.

Un ouragan spatial est une orage géomagnétique spiralé qui se produit au-dessus de l'ionosphère polaire de la Terre dans certaines conditions extrêmement calmes du vent solaire. Ce phénomène est comparé à un cyclone tropical à cause de sa forme mais les bandes de « précipitations »  sont en fait le plasma du vent solaire interagissant avec le champ magnétique terrestre. Ils sont donc liés au phénomène des aurores boréales, les ions descendant en formant un entonnoir gigantesques allant jusqu'à 1 000 km de diamètre en forme de cyclone. Les scientifiques croient qu'ils se produisent dans les régions polaires de toute planète ayant un champ magnétique et une atmosphère.

## Description
Les ouragans spatiaux sont constitués de plasmas, gaz ionisés extrêmement chauds, tournant à des vitesses extrêmement élevées pouvant atteindre 7 560 km/h. Ils sont caractérisés par :
- une tache aurorale en forme de cyclone avec plusieurs bras en spirale, en raison de la précipitation d'électrons ;
- les bras, similaires aux ouragans conventionnels, ont une rotation dans le sens inverse des aiguilles d'une montre dans l'hémisphère nord ;
- un fort tourbillon circulaire du plasma avec un flux horizontal nul en son centre (l'équivalent de l'œil d'un cyclone tropical) ;
- une structure magnétique bipolaire positive (montrant une perturbation du champ magnétique circulaire) ;
- un dépôt important et rapide d'énergie ainsi que d'un flux dans l'ionosphère polaire.

Contrairement aux perturbations météorologiques spatiales conventionnelles, l'ouragan spatial est observé dans des conditions géomagnétiques très calmes, lorsque le flux du vent solaire était lent et que le champ magnétique interplanétaire pointait vers le nord, alors qu'une orientation fortement vers le sud est nécessaire pour entraîner des tempêtes géomagnétiques conventionnelles.
Leur diamètre est aussi caractéristique : bien que des aurores normales en spirales sont parfois visibles, elles ne dépassent pas en moyenne les 50 kilomètres comparativement aux 1 000 km de l’ouragan spatial.